# 後漢紀
《後漢紀》，作者為袁宏，是一部出色的編年體斷代史，在四庫全書之中為史部。

## 特點
採《左傳》之史法，仿荀悅《漢紀》而寫。袁宏不滿意他所見到的諸種後漢書，於是發憤閱讀資料，重加釐訂，歷時八年之久，終於撰成。其書共30卷，約21萬多字。所載起自王莽末年的農民起事，迄於曹丕篡漢、劉備稱帝，記述了東漢二百餘年的歷史。《後漢紀》的成書要早於范曄《後漢書》50餘年，是現存有關東漢史史籍二大部中的一部。
清代王鳴盛於《十七史商榷》中言：「宏所採亦云博矣，乃竟少有出范書外者，然則諸書精實之語，范氏摭拾已盡。」言范曄《後漢書》是諸家後漢書的總結性之作，袁宏《後漢紀》在內的其他諸家後漢書，已經沒有什麼參考價值。但是「其中多有范氏所刪取而不盡錄者」，可以訂正《後漢書》的謬誤和補充之不足。

## 版本
袁宏《後漢紀》早在宋代，刻本已「衍文助語，亂布錯置，往往不可句讀」。現今最早的刻本是明代嘉靖黃姬水刊本（簡稱黃本，四部叢刊取此本刊印），及萬曆年間南京國子監本（簡稱南監本）。校本有清代康熙年間襄平蔣國祚、蔣國祥兄弟《兩漢紀字句異同攷》（簡稱蔣本），陳璞《兩漢紀校記》（簡稱學海堂本），鈕永建《兩漢紀校釋》（簡稱龍溪本）及四部全書本。近代有張烈與《前漢紀》合輯標點的《兩漢記》、周天游的《後漢紀校注》及李興和的《袁宏後漢紀集校》。